# シエラ (イラストレーター)
シエラ（英語: cierra）は、日本のイラストレーター。代表作は音楽ゲーム『Arcaea』のキービジュアル・キャラクターデザインなど。

## 概要
プロとしての活動のほか、東方Projectの二次創作や、オリジナル作品『Marionnette_histoire』などの同人活動を行っている。好きなものは紅茶・ドラジェ・『不思議の国のアリス』。
無彩色やそれに近い淡い色をベースとして、アクセントに赤い色を用い、イラスト全体を引き締める画風が特徴。
いちあっぷ講座編集部は、キャラクターの表情が、可愛らしい笑顔だけではなく、狂気や虚ろさといったものも巧く表現されているのも魅力であろうとしている。
pixivision編集部は、「前後の動きやその奥にあるストーリーまで想像させられる、躍動感あるイラスト」とし、スタイリッシュな武器から、リボン・フリルなど乙女心をくすぐる小物まで、様々な要素が描き込まれた画風には、男女を問わず目を惹かれる、と評している。

## 作品

### ゲーム
- Arcaea（2017年〜、lowiro） - キービジュアル・キャラクターデザイン
- 天華百剣 -斬-（2017年〜、DeNA） - 水心子正秀キャラクターデザイン・イラスト
- アズールレーン（2018年、Yostar） - ローディング画面イラスト
- 蒼青のミラージュ（2019年〜2020年、Moe Fantasy） - ハウキャラクターイラスト

### 小説挿絵
- 彩峰舞人『死神に育てられた少女は漆黒の剣を胸に抱く』、オーバーラップ、オーバーラップ文庫。
- ひなちほこ『特殊能力統轄学院　叛逆の優等生と悪魔を冠する少女の共犯契約』、KADOKAWA、MF文庫J。
- 白雨蒼『英国幻想蒸気譚』、KADOKAWA、電撃の新文芸。 - 「紫亜」名義